# D2 (hunebed)
Hunebed D2 is een portaalgraf. Het hunebed ligt aan de oostzijde van Westervelde, 2 kilometer ten zuiden van Norg, vlak bij het Norgerholt.

## Bouw
D2 is gebouwd tussen 3400 en 3100 v.Chr. en wordt toegeschreven aan de trechterbekercultuur.
Het is een klein hunebed met oorspronkelijk vier dekstenen, waarvan er twee in de grafkelder zijn terecht gekomen en later weer op de draagstenen konden worden gezet. Een restant van de derde deksteen ligt in het graf en de vierde ontbreekt. Er zijn nog boorgaten in het restant te zien, de stenen werden kleiner gemaakt door kruit in de boorgaten te stoppen en dit tot ontploffing te brengen. De brokstukken werden gebruikt als bouwmateriaal of wegverharding.
De acht draagstenen en twee sluitstenen zijn compleet. Ook zijn er nog twee poort-draagstenen.
Het hunebed is 8 meter lang en 3 meter breed.

## Geschiedenis
Het hunebed is in 1871 door J.L. Tonckens aan de provincie Drenthe geschonken.
Van Giffen beschrijft het hunebed als "verkeert in een zeer gehavenden staat".
Er is nooit wetenschappelijk onderzoek naar dit hunebed gedaan, het kan zijn dat de kelderinhoud nog intact is. Het hunebed is gerestaureerd in 1928, 1952 en 1965.
In 2018 werden napjes op het hunebed ontdekt.

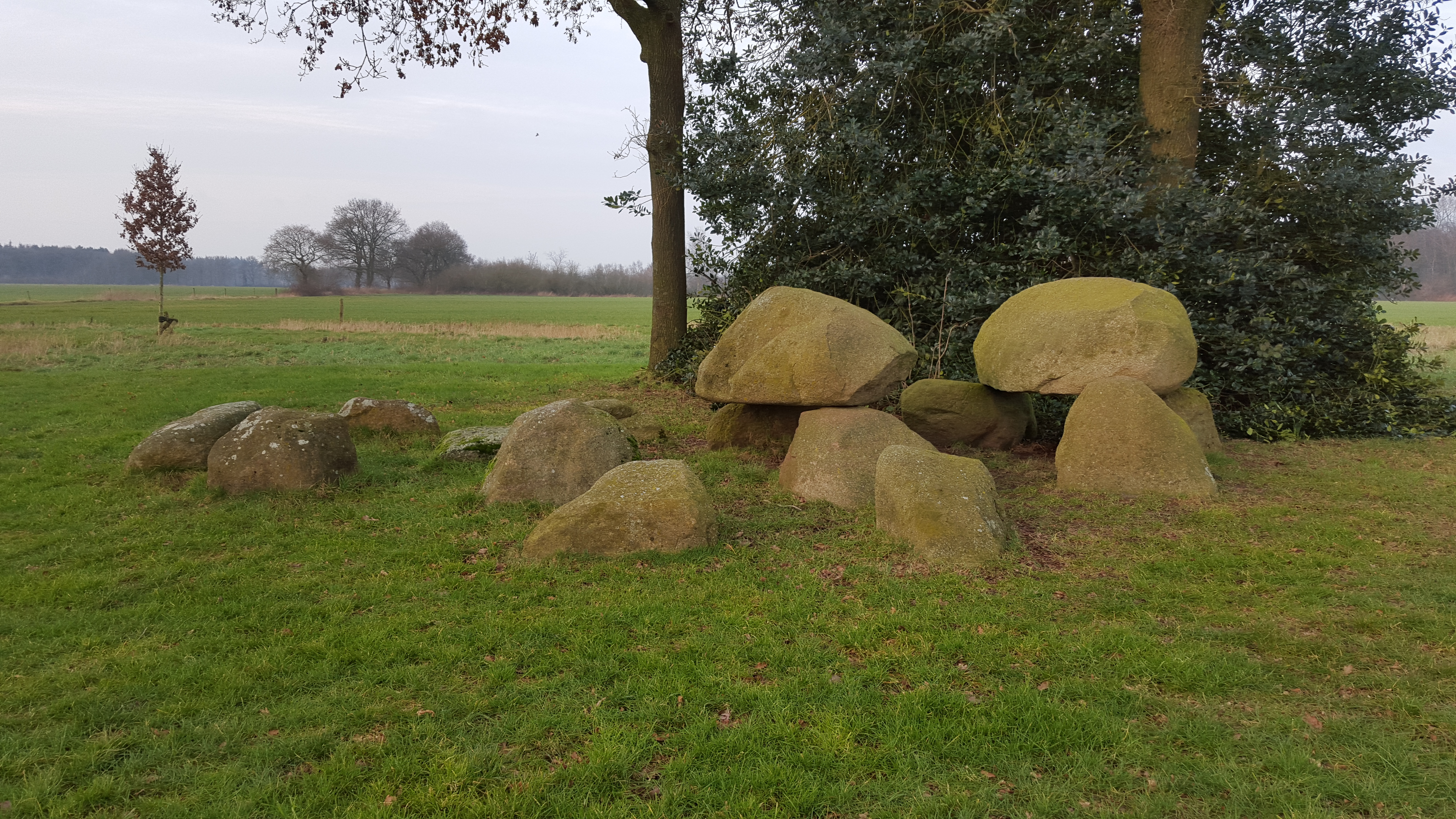
D2, met poortstenen